# 야쓰시로해

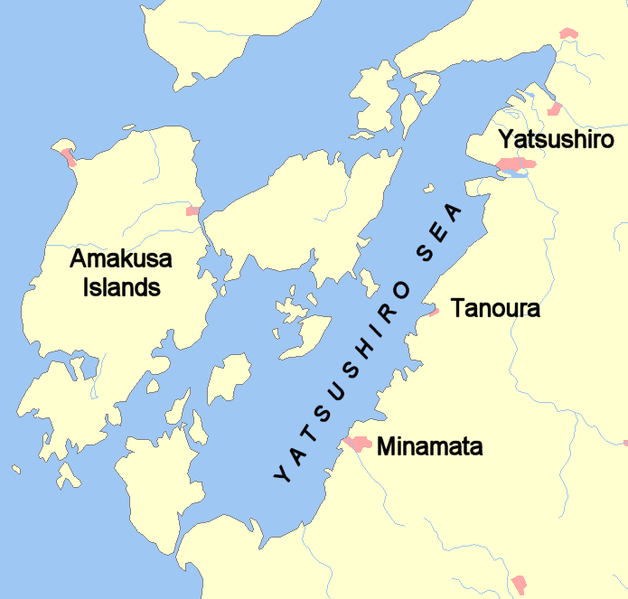
야쓰시로해와 그 주변

야쓰시로해(일본어: 八代海 야쓰시로카이[*])는 규슈 본토와 아마쿠사 제도에 둘러싸인 내해이다. 북쪽은 아리아케해, 남쪽은 동중국해로 연결되어 있고 구마모토현과 가고시마현에 걸친다. 음력 8월 1일에 심야의 해상에 나타나는 시라누이(不知火, 이상한 불빛) 때문에 시라누이해(不知火海)라고도 불린다. 면적은 약 1,400km2이고 동서로 616km, 남북으로 약 70km이며 수심은 평균 약 50m이다.
1950년대와 1960년대에 짓소의 화학 공장에서 유출된 수은 때문에 바다는 심하게 오염되었다. 이 때문에 야쓰시로해에서 어업을 하고 이곳의 수산물을 먹던 주민들이 미나마타병에 걸리기도 했다.

## 같이 보기
- 시라누이